# Джон Мішук
Джон Мішук (англ. John Miszuk, 29 вересня 1940, Налібакі, БРСР, СРСР — 28 липня 2025) — канадський хокеїст, що грав на позиції захисника.

## Ігрова кар'єра
Професійну хокейну кар'єру розпочав 1961 року.
Протягом професійної клубної ігрової кар'єри, що тривала 19 років, захищав кольори команд «Детройт Ред-Вінгс», «Чикаго Блек Гокс», «Філадельфія Флаєрс», «Міннесота Норт-Старс», «Мічиган Стегс», «Балтимор Блейдс» та «Калгарі Ковбойс».

## Смерть
Помер 28 липня 2025 року у віці 84 років.

## Статистика НХЛ
|                  | Сезон | І   | Г | П  | О  | ШХ  |
| ---------------- | ----- | --- | - | -- | -- | --- |
| Регулярний сезон | 6     | 237 | 7 | 39 | 46 | 232 |
| Плей-оф          | 5     | 19  | 0 | 3  | 3  | 19  |